# Ryszard Korczewski
Ryszard Korczewski – polski dyplomata, ambasador w Hiszpanii (1982–1986), konsul generalny w Stambule (ok. 1991–1992).

## Życiorys
Ryszard Korczewski był wieloletnim pracownikiem Ministerstwa Spraw Zagranicznych, gdzie pełnił m.in. funkcje dyrektora Gabinetu Ministra oraz Departamentu IV (lata 80.) czy naczelnika Wydziału Przywilejów i Immunitetów (lata 90.). Przebywał na placówkach w Paryżu, Bogocie, Madrycie (ambasador, 1982–1986) oraz Stambule (jako konsul generalny, ok. 1991–1992).